# Euphaedra rubromaculata
Euphaedra rubromaculata är en fjärilsart som beskrevs av Schultze 1920. Euphaedra rubromaculata ingår i släktet Euphaedra och familjen praktfjärilar. Inga underarter finns listade i Catalogue of Life.